# 国鉄1025形蒸気機関車
1025形は、かつて日本国有鉄道の前身である鉄道省に在籍したタンク式蒸気機関車である。

## 概要
この機関車は1913年（大正2年）、ドイツのアーノルト・ユンクが中越鉄道向けに1両（製造番号2061）を製造した、車軸配置0-6-0(C)の飽和式・2気筒単式のサイド・ウェルタンク機関車である。水タンクは、サイドタンクの前半部、通常のウェルタンクと同様のボイラー下部の台枠内のほか、台枠の後端部内にも設けられている。これは重量配分の関係であると推定される。石炭庫はサイドタンクの後半部分であるが、後年運転室後部に増設された。形態的には、当機の1年前に製造された新宮鉄道B形（後の鉄道省70形）との類似点が認められる。
本形式は、中越鉄道の甲4形（6）で、1920年（大正9年）9月1日付けで同鉄道が買収されたことにより、鉄道省籍を得たものである。国有化に際して、1025形（1025）と改番されたが、1923年（大正12年）には加越鉄道（後の加越能鉄道加越線）に払い下げられ、同社の3として1952年（昭和27年）まで使用された。

## 主要諸元
- 全長 : 6,436mm
- 全高 : 3,293mm
- 全幅 : 2,204mm
- 軌間 : 1,067mm
- 車軸配置 : 0-6-0(C)
- 動輪直径 : 813mm
- 弁装置 : ワルシャート式
- シリンダー（直径×行程） : 330mm×400mm
- ボイラー圧力 : 12.0kg/cm2
- 火格子面積 : 0.65m2
- 全伝熱面積 : 42.3m2
  - 煙管蒸発伝熱面積 : 38.1m2
  - 火室蒸発伝熱面積 : 4.2m2
- 小煙管（直径×長サ×数） : 44.5mm×2,398mm×108本
- 機関車運転整備重量 : 20.73t
- 機関車空車重量 : 16.76t
- 機関車動輪上重量（運転整備時） : 20.73t
- 機関車動輪軸重（各軸均等） : 6.9t
- 水タンク容量 : 2.05m3
- 燃料積載量 : 0.88t
- 機関車性能
  - シリンダ引張力（0.85P）: 5,160kg
- ブレーキ装置 : 手ブレーキ、蒸気ブレーキ